# Nie torturuj kaczuszki
Nie torturuj kaczuszki (wł. Non si sevizia un paperino) – włoski dreszczowiec typu giallo z 1972 roku w reżyserii Lucia Fulciego.
Uważany jest za arcydzieło Fulciego i jedno z fundamentalnych dzieł włoskiego thrillera, a także jeden z najbardziej niepokojących filmów nakręconych przez reżysera. Była to także jego ulubiona pozycja wśród jego dzieł. Akcja rozgrywająca się w retrogradacyjnym regionie w południowych Włoszech była wcześniej niespotykana we włoskim thrillerze.
Temat filmu inspirowany jest prawdziwym wydarzeniem, które miało miejsce w Bitonto w 1971 roku, gdzie doszło do serii morderstw, których ofiarami były dzieci.

## Fabuła
W miasteczku Accendura położonym w Basilicacie, tajemnicza kobieta na skraju autostrady wykopuje z ziemi szkielet martwego dziecka i ucieka. Tymczasem trójka dwunastolatków – Michele, Tonino i Bruno opuszcza mszę w kościele i idzie szpiegować dwie prostytutki i ich klientów w opuszczonym wiejskim domu. Robi to samo upośledzony umysłowo Giuseppe Barra. Gdy chłopcy się wyśmiewają z niego, grozi im śmiercią. Tymczasem ktoś wykonuje z incipitu serię rytuałów, przeszywając szpilkami lalki podobne do ciał dzieci. Michele tego samego wieczoru przynosi tacę z napojami Patrizii, właścicielce luksusowej willi, w której jego rodzice pracują. Kobieta jest zupełnie naga i prowokuje Michele’a, którego jednak woła matka. Tymczasem Bruno jest przez kogoś ścigany.
Karabinierzy rozpoczynają poszukiwania, gdy rodzice Bruna otrzymują anonimowy telefon od mężczyzny proszącego o okup w wysokości sześciu milionów lirów. Andrea Martelli – dziennikarz kryminalny z Mediolanu również śledzi sprawę. Karabinierzy aresztują Giuseppe pod zarzutem morderstwa, gdy idzie po okup. Giuseppe rozpoznany po głosie przez pana Lo Cascio prowadzi karabinierów do miejsca, w którym pochował ciało Bruna, lecz zarzeka że chłopiec już nie żył. Karabinierzy i magistrat nie wierzą w winę Giuseppe, domyślając się, że okup w jego wydaniu to był pomysł typowego upośledzonego. Lecz osadzają go w areszcie chcąc uchronić go przed linczem. Wkrótce zostaje odnaleziony Tonino utopiony w studni, czym bardziej utwierdza to służby o niewinności Giuseppe.
Martelli przesłuchuje ojca Alberta Avallone, młodego proboszcza miasteczka, który ma dobry kontakt z dziećmi. Martwi się o przyszłość dzieci, kuszonych rosnącą niemoralnością i brutalnością nowych mediów. Poznaje też Patrizię, którą ojciec, bogacz z Mediolanu wysłał do Accendury, by uchronić ją przed pokusami wielkiej metropolii. Burzliwą nocą Michele po odebraniu telefonu z zaproszeniem na spotkanie wymyka się z domu. W tym samym momencie przed stacją benzynową Patrizia kończy rozmowę telefoniczną. Wkrótce Michele w krzakach zostaje śmiertelnie przez kogoś uduszony. Na pogrzebie Michele’a jego matka krzyczy, że morderca dzieci jest tu obecny. Tajemnicza kobieta korzystając z chwilowego zamieszania wymyka się z kościoła nie wiedząc, że jest śledzona z ukrytej kamery. Jest znana w miasteczku jako Maciara z powodu pogłosek o praktykowaniu czarnej magii, jako że jest w związku z czarownikiem Wujem Francesco.
Przesłuchiwany przez karabinierów Francesco mówi, że nie wie, gdzie jest Maciara. Wkrótce karabinierzy widzą, że Patrizia odwiedza Francescę. Anonimowy telefon, wykonany przez Aurelię – matkę ojca Alberta, prowadzi karabinierów do ruin fortu, gdzie znajdują szkielet dziecka. Marszałek Modesti mówi, że należał do nieślubnego syna Maciary, który wkrótce zmarł i nie został pochowany na cmentarzu, bo był rzekomo dzieckiem diabła. Złapana przez karabinierów Maciara przyznaje się do winy, twierdząc, że chciała ukarać chłopców za zbezczeszczenie grobu jej dziecka. Mówi jednak, że to nie ona ich udusiła, tylko inne osoby kontrolowane przez jej czary. Uznana za wariatkę zostaje zwolniona z aresztu. Na miejskim cmentarzu ojcowie zabitych chłopców dokonują na Maciarze linczu.
Przekonany, że Maciara była morderczynią, chłopiec Mario nie słuchając swego przyjaciela idzie do nawiedzonego domu. Dowiedziawszy się o tym ojciec Alberto natychmiast jedzie do owego domu będącego miejscem schadzek prostytutek, czując, że prawdziwy zabójca wciąż jest na wolności. Mario spotyka Patrizię, która z powodu przebitej opony utknęła na drodze ze swoim samochodem. Niedługo potem Mario zostaje znaleziony martwy. Martelli znajduje na miejscu zbrodni zapalniczkę Patrizii i jedzie do jej willi. Widzi tam także książki o czarnej magii. Patrizia na komisariacie utrzymuje, że w noc morderstwa Michele’a jechała po autostradzie. Gdy magistrat wykazuje sprzeczność w jej zeznaniu, Patrizia przyznaje się do telefonowania na stacji benzynowej, ale tylko by zadzwonić do dilera narkotyków z Maratei. Z kolei odwiedzała Francesca, bo jako jedynego z całej Accendury uważa za ciekawego. W rzeczywistości wizyta na komisariacie to sekretny plan Martinelliego.
Porzucona zapalniczka to był sygnał chcącej rozwikłać sprawę Patrizii dla Martelliego, którego uważa, z racji bycia przyjezdnym, za jedynego nie mającego interesu chronić mordercę. Patrizia w artykule opisującym sprawę zauważa na zdjęciu gumową głowę Kaczora Donalda obok zwłok. Należała do zabawki 6-letniej głuchoniemej siostry ojca Alberta, Malviny. Oboje czują, że kompulsywne zdejmowanie głowy swoim lalkom u dziewczynki to powód bycia świadkiem zbrodni. Widząc zachowanie Aurelii, Martelli jest przekonany, że to ona morduje dzieci z zazdrości o syna. Potem ojciec Alberto telefonuje do Patrizii z wieścią, że jego matka i siostra zniknęły. Patrizia i Martelli jadą na opustoszały klif, gdzie ukrywa się Aurelia. Robi to, by chronić córkę przed ojcem Albertem. To on zabijał dzieci, aby zachować je w czystości, a tym samym uchronić je przed pokusami. Chcąc ratować Malvinę Martelli wdaje się w szarpaninę z ojcem Albertem, który ginie spadając w przepaść.

## Obsada
- Barbara Bouchet – Patrizia
- Maria Pia Di Meo – Patrizia (głos)
- Tomás Milián – Andrea Martelli
- Pino Colizzi –
  - Andrea Martelli (głos),
  - ojciec Alberto Avallone (głos)[9]
- Florinda Bolkan – Maciara
- Rita Savagnone – Maciara (głos)
- Ugo D’Alessio – marszałek karabinierów Modesti
- Ennio Balbo – marszałek karabinierów Modesti (głos)
- Antonello Campodifiori – porucznik karabinierów
- Cesare Barbetti – porucznik karabinierów (głos)
- Marc Porel – ojciec Alberto Avallone
- Irini Papas – Aurelia Avallone
- Anna Miserocchi – Aurelia Avallone (głos)
- Virgilio Gazzolo – magistrat
- Georges Wilson – Wuj Francesco
- Vito Passeri – Giuseppe Barra
- Marcello Tamborra – Michele Spriano
- Rosalia Maggio – pani Spriano
- Franco Balducci – pan Spriano
- Luciano De Ambrosis – pan Spriano (głos)
- Andrea Aureli – pan Lo Cascio
- Arturo Dominici – Lo Cascio (głos)
- Linda Sini – pani Lo Cascio
- Enrico Chiappafreddo – ojciec Tonina
- Fausta Avelli – Malvina Avallone
- Duilio Cruciani – Mario
- John Barta – policjant
- Gianni Marzocchi – policjant (głos)

Źródło:

## Produkcja

### Scenariusz
Gdy wskutek kontrowersji i cenzury ucierpiała komedia Lubieżnik (1972) Lucia Fulciego, ten zdecydował się powrócić do reżyserowania dreszczowców, gatunku z którym miał do czynienia już w 1969 i 1971 roku, odpowiednio w Una sull’altra i Jaszczurce w kobiecej skórze.
Scenariusz napisał Fulci wraz z Roberto Gianvitim. Główną inspiracją była głośna seria morderstw dzieci wśród żyjących w odosobnieniu ludzi z marginesu społecznego, która miała w Bitonto między wrześniem 1971 a lipcem 1972. Wówczas rozległa debata nt. izolowanych nomadycznych społeczności. Fulci skupił się na tej części społeczeństwa, której większość Włochów udawała że nie istnieje, biorąc inspirację z esejów etnologa Ernesto de Martino podejmujących tematu wpływu środowiska na zamieszkujących ludzi. Postać Francesca została oparta na Zi’ Giuseppe opisanym przez De Martino w eseju Sud e magia (1957).
Włoski historyk filmu i eseista Roberto Curti jako inną inspirację Fulciego, uważał film, również inspirowany badaniami de Martino, Il demonio (1963) Brunello Rondiego, którego akcja dzieje się również na południu Włoszech i podjęta została podobna problematyka. Uważa się, że główna bohaterka Il demonio – Purfi była inspiracją dla Maciary, gdyż obie postacie są wyrzutkami i mają powiązanie z mężczyzną uznanym za czarownika.
Oryginalnie akcja miała rozgrywać się w Turynie, w dzielnicy zamieszkałej przez robotników fabryki Fiata z południa Włoszech. Jednak podczas różnych przeróbek scenariusza postanowiono osadzić fabułę w fikcyjnym miasteczku Accendura, aby mieć mniej ponurą scenerię. Nazwa Accendura została zaczerpnięta od Accettury, miasta w prowincji Matera. Gianfranco Clerici został powołany do pomocy, ponieważ Fulci i Gianviti mieli problem z odpowiednim rozpoczęciem. Clerici napisał więc scenę otwierającą, która przedstawia dzieci spowiadające się w kościele.

### Casting
Co do roli ojca Alberta początkowo myślano o Massimo Ranierim, zaś do roli Wuja Francesco był typowany hiszpański aktor Fernando Rey. Rola ojca Alberta trafiła ostatecznie do Marca Porela, francuskiego aktora bardzo aktywnego w tamtych latach we włoskim kinie gatunkowym, podczas gdy Francesco zagrał inny Francuz Georges Wilson, który pracował już z Fulcim przy Beatrice Cenci (1969).
Florinda Bolkan, która już zagrała u Fulciego w Jaszczurce w kobiecej skórze, zagrała Maciarę. Dla swej postaci Bolkan wyraźnie zażądała makijażu, który nie czyniłby z niej „biednej kobiety”, ale raczej biednej kobiety z własnym urokiem. Dodatkowo Bolkan nie miała kontaktu z innymi aktorami i niemal wszystkie sceny z Maciarą były kręcone z udziałem samej aktorki.
W obsadzie znaleźli się też inni aktorzy w okresie największej sławy, tacy jak Barbara Bouchet i Tomás Milián. Jeśli chodzi o dzieci, Fulci myślał o twarzach, które miały cechy somatyczne dorosłych.

### Charakteryzacja i efekty specjalne
Za charakteryzację do filmu odpowiadał Franco Di Girolamo, wspomagany przez Dante i Maurizio Tranich. Główne interwencje tria dotyczyły postarzenia Georgesa Wilsona, obrażeń ofiar i pogrzebanej kończyny pierwszego zabitego dziecka.
Nad efektami specjalnymi czuwał Carlo Rambaldi, który zadbał o mechaniczną część sekwencji, w której ojciec Alberto spada z przepaści i roztrzaskuje wielokrotnie głowę o skały. Niektóre źródła błędnie podają nazwisko Giannetto De Rossi, który w rzeczywistości nie brał udziału w filmie.

### Zdjęcia
Zdjęcia do filmu rozpoczęły się 2 maja 1972 roku i zakończyły w lipcu tego samego roku.
Film kręcono w plenerach w Apulii, w Monte Sant’Angelo, w Lesie Umbra, przy tzw. schodach „Scannamugliera”, w Sanktuarium San Michele Arcangelo, w dolinie Carbonara i w miejscowości Pulsano sul Gargano. Inne zdjęcia zostały wykonane w Pietrasecca w Prowincji L’Aquila, autostrada jest w rzeczywistości Rzymem-Teramo, a wiadukt, który się tam pojawia, jest dokładnie wiaduktem Pietrasecca, podobnie jak cmentarz w Pietrasecca, znany również jako „stary cmentarz”. Niektóre zdjęcia kręcono także w Basilicacie, Materze i Accetturze.
Do wnętrz wykorzystano różne domy w południowych Włoszech, podczas gdy jedyną dekoracją zbudowaną na potrzeby filmu było wnętrze komendy karabinierskiej.
Lucio Fulci uzyskał dużą swobodę podczas kręcenia. Reżyser zadeklarował: „Inni producenci wpadliby w panikę na ten temat, bo dzieje się wśród biednych ludzi, na wsi. Taki nietypowy dreszczowiec mógł już wcześniej budzić wątpliwości i produktywną masturbację. Pozwalają mi zrobić wszystko. To był dobry czas na filmy, które robiłem”.
Sekwencja linczu na Maciarze została nakręcona w ciągu trzech dni. Najpierw zdjęcia padły na drzwi, potem na cmentarzu.
W jednej sekwencji Maciara miała zostać zaatakowana przez stado nietoperzy. Sekwencja została nakręcona, ale nie znalazła się w montażu, ponieważ biorąc pod uwagę powagę filmu, Fulci nie uznał za stosowne jej wstawienia.
Podczas sekwencji walki między Martellim i ojcem Albertem obaj grający ich Milián i Porel naprawdę wdali się w bójkę, kończąc na łamach ówczesnych gazet.
Roboczy tytuł filmu brzmiał Non si sevizia Paperino (pol. Kaczor Donald nie jest torturowany) i to miał być ostateczny tytuł filmu, ale Walt Disney Productions sprzeciwiło się temu i narzuciło dodanie rodzajnika. Producenci filmu ominęli tę przeszkodę umieszczając na plakatach reklamowych zaimek „un” ciemną lub zawoalowaną czcionką, która wtapia się w czarne tło.

## Odbiór

### Premiera i wynik finansowy
Film został wydany 29 września 1972 roku i okazał się dużym sukcesem wśród publiczności, zarabiając w tym czasie łącznie 1,126 mld lirów.

### Cenzura
Film został zabroniony osobom poniżej 18 roku życia, ze względu na ukazane w filmie sceny przemocy i chorobliwej seksualności. Największe problemy z cenzurą dotyczyły sekwencji, w której Barbara Bouchet pokazuje się nago przed dzieckiem. Było wiele skarg na tę sekwencję, ponieważ prawo zabraniało wykorzystywania nieletnich w erotycznych sekwencjach.
W styczniu 1973 roku Lucio Fulci, Edmondo Amati i Bouchet, po anonimowym liście, zostali wezwani do sądu. Tam Fulci wyjaśnił, w jaki sposób została nakręcona sekwencja: w obecności notariusza, który zapisał to wszystko, Bouchet leżała naga na sofie, podczas gdy ujęcia z Michele’em było jeszcze kręcone bez udziału aktorki. Przeciwujęcia z tyłu dziecka zostały natomiast zagrane przez Domenico Semeraro, niskorosłego przyjaciela producentów, z zawodu balsamisty. Gdy sędzia zapytał reżysera, co aktor dziecięcy widział w fazie dubbingu, Fulci odpowiedział, że widział czarne ogony (części filmu bez obrazów) zamiast Bouchet. Powiedziawszy to, rejestrator policyjny powiedział do Fulciego: „On go wykiwał, doktorku...”. Fulci oświadczył również, że sekwencja była jedną z najbardziej chorobliwych, jakie stworzył.

### Krytyka
W momencie wejścia na ekrany Nie torturuj kaczuszki, otrzymał negatywną krytykę. Morando Morandini na łamach „Il Giornio” ostro zaatakował film, pisząc: „Nie torturujcie kaczuczki idealnie wpisuje się w najbardziej złowrogie zasady tego rodzaju imitacji: nieuczciwość w stosowaniu suspensu, nadużywanie przerażających szczegółów, sadomasochizm obiema rękami, luz, pogarda dla logiki”.
Jednak w latach dziewięćdziesiątych film został poddany ponownej ocenie, do tego stopnia, że przez wielu uznano go za arcydzieło Fulciego. Paolo Albiero i Giacomo Cacciatore napisali: „Nie torturuj kaczuszki to fundamentalne dzieło w karierze Fulciego u szczytu jego twórczej dojrzałości, z różnych powodów: od zupełnie nowej scenerii dla włoskiego kina po idealną równowagę narracji – elementy kinematograficzne, aż po powracające w reżyserii motywy, które znajdują tu swój najbardziej przekonujący wyraz (seksualność, represje religijne, obsesja na punkcie „podwójnego”, zwątpienia i grzechu, przemoc wobec „innego”)”.
Magazyn Nocturno uważa film za „punkt podparcia, a jednocześnie stylistyczną i tematyczną sumę twórczości Lucio Fulciego” , podczas gdy dla Antonio Tentoriego „to właśnie dzięki Nie torturuj kaczuszki wizja tajemnicy Fulciego, już obecna, jest definitywnie określona w dwóch poprzednich utworach, co wyraźnie odróżnia go od porywających, które powstały w tamtych latach po naśladowaniu Dario Argento”.

## Odniesienia w kulturze popularnej
- Ostatnia sekwencja, w której ojciec Alberto spada z przepaści, a jego twarz jest roztrzaskana przez skały, to autocytat Fulciego z jego poprzedniego filmu Czas masakry (1966). Tę samą scenę wykonał Fulci w Siedmiu czarnych nutach (1977), w której mała dziewczynka jest świadkiem samobójstwa swojej matki, która rzuca się w przepaść.
- Niektóre szczegóły sekwencji zlinczowania Maciary zostały zacytowane w początku innego filmu Fulciego – Siedem bram piekieł (1981[12].
- Fulci ponownie zacytował siebie w filmie Nowojorski rozpruwacz (1982), w którym seryjny morderca przemawia głosem Kaczora Donalda[26].